# علم الآثار في مصر القديمة
علم الآثار في مصر القديمة هو دراسة علم الآثار في مصر، والتي تمتد من عصور ما قبل التاريخ إلى ثلاثة آلاف عام من التاريخ الموثق. علم الآثار المصري هو أحد فروع علم المصريات.
أدى غزو نابليون لمصر عام 1798 إلى شغف الغرب بالآثار المصرية. في العصر الحديث، تتحكم وزارة الدولة للآثار في تصاريح التنقيب لعلماء المصريات. يمكن للمجال الآن استخدام الأساليب الجيوفيزيائية والتطبيقات الأخرى لتقنيات الاستشعار الحديثة. جون رومر، زاهي حواس، سارة باركاك، توبي ويلكنسون هم بعض علماء المصريات البارزين الذين يقومون بأعمال التنقيب في مصر اليوم.

## تاريخ
قدم عالم المصريات الإنجليزي ويليام ماثيو فليندرز بيتري، المعروف باسم «أبو علم الآثار المصري»، التقنيات الأثرية للحفظ الميداني والتسجيل ومنهجية التنقيب في منتصف ثمانينيات القرن التاسع عشر. كما سافر العديد من الهواة المتعلمين تعليماً عالياً إلى مصر، بما في ذلك سيدات مثل هارييت مارتينو وزميلة هيدلي وفلورانس نايتنجيل. في عام 1882، قررت أميليا إدواردز وريجينالد ستيوارت بول، موظف في قسم العملات المعدنية والميداليات في المتحف البريطاني، إنشاء صندوق استكشاف مصر كوسيلة لجمع الأموال لمزيد من الحفريات في دلتا النيل، والتي نادراً ما تمت زيارتها.

### الحفريات الأولى
تم اكتشاف حجر رشيد هناك في يوليو 1799 من قبل الضابط الفرنسي بيير فرانسوا بوشار خلال حملة نابليون في مصر. كان أول نص ثنائي اللغة مصري قديم تم استرداده في العصر الحديث، وقد أثار اهتمامًا عامًا واسع النطاق بإمكانية فك رموز هذا النص الهيروغليفي الذي لم تتم ترجمته من قبل. كسر جان فرانسوا شامبليون لاحقًا رمز حجر رشيد.
حاول رجال نابليون حفر وإزالة تمثال الأصغر ممنون إلى فرنسا خلال رحلته عام 1798، لكنهم فشلوا. خلال هذه المحاولة، قيل إن الثقب الموجود على يمين الجذع (فوق حلمة رمسيس اليمنى مباشرة) قد تم إحداثه. في عام 1815، عقب فكرة ذكرها له صديقه يوهان لودفيج بوركهارت عن حفر التمثال وإحضاره إلى بريطانيا، استأجر القنصل البريطاني العام هنري سالت المغامر جيوفاني بيلزوني في القاهرة لهذا الغرض. باستخدام مهاراته الهيدروليكية والهندسية، قام بسحبها على بكرات خشبية بالحبال إلى ضفة نهر النيل مقابل الأقصر بواسطة مئات العمال. ومع ذلك، لم يكن هناك قارب متاحًا لأخذها إلى الإسكندرية، لذلك قام بلزوني برحلة استكشافية إلى النوبة، وعاد بحلول أكتوبر. مع وجود جامعين فرنسيين أيضًا في المنطقة يتطلعون إلى الحصول على التمثال، أرسل بعد ذلك عمالًا إلى إسنا للحصول على قارب مناسب وفي غضون ذلك أجرى مزيدًا من الحفريات في طيبة. أخيرًا قام بتحميل منتجات هذه الحفريات، بالإضافة إلى ممنون، على هذا القارب ووصله إلى القاهرة بحلول 15 ديسمبر 1816. هناك تلقى وأطاع أوامر من هنري سالت لتفريغ جميع الحمولات باستثناء ممنون، والتي تم إرسالها بعد ذلك إلى الإسكندرية ولندن بدونه.

## الجدول الزمني الأثري

### القرن ال 19
تم اكتشاف المعبد الكبير لرمسيس الثاني في أبو سمبل في عام 1813 من قبل المستشرق السويسري والرحالة يوهان لودفيج بوركهارت. غطت كومة ضخمة من الرمال الواجهة بالكامل تقريبًا وتماثيلها الضخمة، مما أدى إلى إغلاق المدخل لمدة أربع سنوات أخرى. وصل مستكشف بادوان بلزوني إلى داخله في 4 أغسطس 1817.
تابوت بالحجم الطبيعي لفرعون الأسرة التاسعة عشر سيتي الأول أعاد بيلزوني اكتشافه في عام 1817 في وادي الملوك.
تم اكتشاف تمثال رمسيس الثاني البالغ من العمر 3200 عام في عام 1820 من قبل جيوفاني باتيستا كافيجليا في معبد بتاح العظيم بالقرب من ممفيس، مصر. تم العثور على التمثال مكسورًا إلى ست قطع وفشلت محاولات ترميمه السابقة. في عام 1955، نقلها رئيس الوزراء المصري جمال عبد الناصر إلى ميدان باب الحديد في القاهرة.
اكتشف إميل بروغش مومياء سيتي الأول في 6 يونيو 1881 في مخبأ المومياء (المقبرة DB320) في دير البحري، ومنذ ذلك الحين، تم الاحتفاظ بها في المتحف المصري بالقاهرة.
اكتشف فيكتور لوريت مومياء أمنحتب في تابوته الأصلي في مارس 1898 في مقبرة مقبرة35 بوادي الملوك.

### القرن ال 20
اكتشف إرنستو شياباريللي مقبرة نفرتاري، QV66 في عام 1904. تتيح مجموعة السلالم المقطوعة من الصخر الوصول إلى غرفة الانتظار، المزينة بلوحات تستند إلى الفصل السابع عشر من كتاب الموتى. يمثل السقف الفلكي السماء وهو مطلي باللون الأزرق الداكن مع عدد لا يحصى من النجوم الخماسية الذهبية. يقطع الجدار الشرقي لغرفة الانتظار فتحة كبيرة محاطة بتمثيل أوزوريس إلى اليسار وأنوبيس على اليمين؛ وهذا بدوره يؤدي إلى الحجرة الجانبية المزينة بمناظر القرابين التي يسبقها دهليز تظهر فيه لوحات تصور نفرتاري للآلهة الذين يرحبون بها. يوجد على الجدار الشمالي لغرفة الانتظار السلم المؤدي إلى حجرة الدفن، وهي غرفة كبيرة رباعية الزوايا تغطي مساحة تبلغ حوالي 90 مترًا مربعًا (970 قدمًا مربعًا)، وسقفها الفلكي مدعوم بأربعة أعمدة مزينة بالكامل.
تم الكشف عن مدخل مقبرة 55 من قبل إدوارد آر أيرتون في 6 يناير 1907. تم لفت انتباه ثيودور إم. ديفيس إلى اكتشافه في اليوم التالي. تم إدخال القبر لأول مرة في 9 يناير من قبل أيرتون وديفيز وجوزيف ليندون سميث و (كممثل لخدمة الآثار) آرثر ويغال. في 11 يناير 1907، تم تصوير النتائج. ثم بدأ أيرتون في تطهير القبر. في 25 يناير 1907، تم فحص التابوت والمومياء في الموقع.
في عام 1921، أثناء التنقيب في جنوب المقبرة، اكتشف هوارد كارتر العديد من العناصر التي يبدو أنها نشأت في المقبرة 55. وشمل ذلك مصقول اليشب وبعض شظايا زهيرات نحاسية مأخوذة من بقايا جنائزية.
بعد بحث منهجي، بدأ في عام 1915، اكتشف كارتر المقبرة الفعلية لتوت عنخ آمون (مقبرة 62) في نوفمبر 1922. بحلول فبراير 1923، تم تطهير غرفة الانتظار من كل شيء ما عدا تمثالين حارسين. تم تحديد يوم ووقت للكشف عن القبر مع حوالي عشرين شاهدًا معينًا من بينهم اللورد كارنارفون والعديد من المسؤولين المصريين وممثلي المتاحف وطاقم مكتب الصحافة الحكومي. في 17 فبراير 1923، بعد الساعة الثانية بقليل، تم كسر الختم. تم العثور على 5398 قطعة في القبر، بما في ذلك تابوت من الذهب الخالص، وقناع للوجه، وعروش، وأقواس رماية، وأبواق، وكأس لوتس، واثنان من صنم إيميوت، وأكشاك من الذهب، وأثاث، وطعام، ونبيذ، وصنادل، وملابس داخلية من الكتان الطازج. قضى هوارد كارتر عشر سنوات في فهرسة العناصر.
في عام 1954، اكتشف عالم الآثار المصري كمال الملخ سفينة مدفونة في قطع بجوار هرم خوفو الأكبر. تم بناؤه إلى حد كبير من خشب أرز لبنان بتقنية البناء «الصدفة أولاً»، باستخدام ألسنة غير مرتبطة بشوكة المسيح. تم بناء السفينة بقاع مسطح مكون من عدة ألواح، ولكن بدون عارضة حقيقية، مع الألواح والإطارات المربوطة مع عشب الحلفاح، وقد أعيد بناؤها من 1224 قطعة تم وضعها بترتيب منطقي ومفكك في الحفرة بجانب الهرم.
على الرغم من مقبرة5 تم حفرها جزئيا في وقت مبكر من عام 1825، تم اكتشاف المدى الحقيقي في عام 1995 من قبل كينت ر. ويكس وفريق التنقيب عنه. لقد ثبت أنها أكبر مقبرة في وادي الملوك، وتحتوي في الأصل على بقايا محنطة لبعض أبناء هذا الملك الذين يقدر عددهم بنحو 52 من أبناء هذا الملك. تم وضع ما يقرب من 150 ممرًا وغرفة قبر في هذا القبر اعتبارًا من عام 2006، وقد تحتوي المقبرة على ما يصل إلى 200 ممر وغرفة.

### القرن ال 21
في يونيو 2000،  اكتشف المعهد الأوروبي للآثار المغمورة بالمياه (IEASM)، الذي يديره فرانك جوديو، بالتعاون مع وزارة الآثار المصرية، مدينة تونيس هيراكليون القديمة الغارقة في خليج أبو قير اليوم. تماثيل الملك والملكة العملاقة معروضة في المتحف المصري الكبير. القطع الأثرية المكتشفة الأخرى معروضة في مكتبة الإسكندرية ومتحف الإسكندرية الوطني (ANM). تم توثيق الحفريات من خلال العديد من المنشورات
في يونيو 2011، استأنف فريق أثري بقيادة عالما المصريات الفرنسيين بيير تاليت وغريغوري ماروار، نظمه المعهد الفرنسي للآثار الشرقية (IFAO)، العمل في الموقع. من بين المواد الأخرى، تم العثور على مجموعة من مئات من قطع البردي في عام 2013 يعود تاريخها إلى 4500 عام. تُعرض البردية حاليًا في المتحف المصري بالقاهرة. وصف عالم الآثار المصري زاهي حواس هذه البردية القديمة بأنها «أعظم اكتشاف في مصر في القرن الحادي والعشرين».
في مارس 2017، اكتشف فريق علماء الآثار المصري الألماني تمثالًا يبلغ ارتفاعه ثمانية أمتار عمره 3000 عام، يشتمل على رأس وجذع يُعتقد أنه يصور الفرعون رمسيس الثاني. وفقًا لخالد العناني، وزير الآثار المصري، كان يُعتقد على الأرجح أن التمثال هو الملك بسماتتش الأول. كشفت الحفريات أيضًا عن 80 جزء بطول سم من تمثال من الحجر الجيري للفرعون ستي الثاني أثناء التنقيب في الموقع.
في آب / أغسطس 2017، أعلن علماء الآثار من وزارة الآثار عن اكتشاف خمسة مقابر من الطوب اللبن في بئر شغالة، يعود تاريخها إلى ما يقرب من 2000 عام. كما كشف الباحثون عن أقنعة بالية مطلية بالذهب وعدة جرار كبيرة وقطعة من الفخار عليها كتابات مصرية قديمة لم يتم حلها.
في نوفمبر 2017 (2000-10-25)، أعلنت البعثة المصرية بالتعاون مع المعهد الأوروبي للآثار المغمورة عن اكتشاف ثلاث حطام سفن عمرها 2000 عام يعود تاريخها إلى العصر الروماني في خليج أبو قير بالإسكندرية.
في أبريل 2018، أعلنت وزارة الآثار المصرية عن اكتشاف رأس تمثال نصفي للإمبراطور الروماني ماركوس أوريليوس في معبد كوم أمبو بأسوان أثناء العمل على حماية الموقع من المياه الجوفية.
في أبريل 2018، أعلنت وزارة الآثار المصرية عن اكتشاف مرقد الإله أوزوريس بتاح نيب، الذي يعود تاريخه إلى الأسرة الخامسة والعشرين في معبد الكرنك بالأقصر. ووفقًا لعالم الآثار عصام ناجي، فإن بقايا المنطقة تحتوي على أواني فخارية، والجزء السفلي من تمثال جالس وجزء من لوحة حجرية تُظهر مائدة قرابين مليئة بشاة وإوزة، وهما رمزان للإله آمون.
في يوليو 2018، أبلغ رمضان بدري حسين، رئيس فريق الباحثين المصريين الألمان، من جامعة توبنغن، عن اكتشاف قناع دفن مذهّب نادر للغاية يعود تاريخه على الأرجح إلى الفترة الصيت الفارسية في تابوت خشبي تالف جزئيًا في سقارة. آخر مرة تم العثور فيها على قناع مشابه كانت عام 1939. كانت العيون مغطاة بأحجار سبج، كالسيت، وأحجار كريمة ملوّنة باللون الأسود، وربما عقيق يماني. «العثور على هذا القناع يمكن أن يسمى ضجة كبيرة. وقد تم الحفاظ على عدد قليل جدًا من الأقنعة المعدنية الثمينة حتى يومنا هذا، لأن مقابر معظم الشخصيات المصرية القديمة نُهبت في العصور القديمة».
في يوليو 2018، أعلن علماء الآثار بقيادة زينب حشيش عن اكتشاف تابوت من الجرانيت الأسود عمره 2000 عام يبلغ وزنه 30 طنًا في الإسكندرية. كانت تحتوي على ثلاثة هياكل عظمية متضررة في مياه الصرف الصحي ذات اللون الأحمر والبني. وبحسب عالم الآثار مصطفى وزيري، بدت الهياكل العظمية أشبه بمقبرة عائلية مع امرأة في منتصف العمر ورجلين. كشف الباحثون أيضًا عن قطعة أثرية صغيرة من الذهب وثلاث صفائح رقيقة من الذهب.
في سبتمبر 2018، تم اكتشاف تمثال لأبي الهول من الحجر الرملي في معبد كوم أمبو بأسوان. يبلغ قياس التمثال ٢٨ سم (11 في) في العرض و 38 سم (15 in) في الارتفاع، من المحتمل أن تعود إلى عهد الأسرة البطلمية.
في سبتمبر 2018، تم العثور على عشرات من مخابئ المومياوات التي يعود تاريخها إلى 2000 عام في سقارة من قبل فريق من علماء الآثار البولنديين بقيادة Kamil Kuraszkiewicz [kamil omar kuraszkiewicz] من كلية الدراسات الشرقية بجامعة وارسو.
في نوفمبر 2018، عثرت بعثة أثرية مصرية على سبعة مقابر مصرية قديمة في مقبرة سقارة القديمة تحتوي على مجموعة من الجعران ومومياوات القطط التي يعود تاريخها إلى الأسرة الخامسة والسادسة. كانت ثلاثة من المقابر مخصصة للقطط، يعود تاريخ بعضها إلى أكثر من 6000 عام، في حين تم فتح واحد من أربعة توابيت أخرى. مع بقايا مومياوات القطط تم اكتشاف 100 تماثيل ذهبية ومذهبة للقطط وواحدة من البرونز مكرسة لإلهة القط باستيت. بالإضافة إلى ذلك، تم العثور على مواد جنائزية تعود إلى الأسرة الثانية عشرة بجانب بقايا الهياكل العظمية للقطط.
في نوفمبر 2018، أعلنت جامعة ستراسبورغ الفرنسية عن اكتشاف تابوتين يعتقد أنهما يزيد عمرهما عن 3500 عام مع اثنتين من المومياوات المحفوظة بشكل جيد وحوالي 1000 تمثال جنائزي في وادي أساسين بالقرب من الأقصر. تم فتح إحدى المقابر ذات اللوحات التي عثر فيها على جثة الأنثى أمام وسائل الإعلام العالمية، لكن المدفن الآخر سبق فتحه من قبل مسؤولي الآثار المصريين.
وبحسب صحيفة الأهرام، كشف علماء الآثار برئاسة مصطفى وزيري، في يناير 2019، عن مجموعة من 20 مقبرة تعود إلى الفترة الانتقالية الثانية في كوم الخلجان. احتوت المدافن على بقايا حيوانات وتمائم وجعران منحوتة من الخزف وأواني دائرية وبيضاوية مع مقابض يدوية وسكاكين صوان وفخار مكسور ومحترق. تضمنت جميع المدافن جماجم وهياكل عظمية في وضع الانحناء ولم يتم الحفاظ عليها جيدًا.
في فبراير 2019، اكتشف علماء الآثار المصريون خمسين مجموعة مومياء ملفوفة في كتان أو توابيت حجرية أو توابيت خشبية تعود إلى المملكة البطلمية في موقع تونة الجبل بالمنيا. 12 قبراً في أربع غرف دفن 9 م (30 قدم) عميق، ينتمي إلى الأطفال. وكانت إحدى البقايا عبارة عن جمجمة مكشوفة جزئياً ومحاطة بالكتان. أعلن وزير السياحة والآثار المصري عن اكتشاف مقابر جماعية لكبار المسؤولين وكبار رجال الدين للإله جحوتي (تحوت) في تونة الجبل في يناير 2020. أفادت بعثة أثرية برئاسة مصطفى وزيري أن فريقهم اكتشف 20 تابوتًا وتابوتًا من مختلف الأشكال والأحجام، من بينها خمسة توابيت مصنوعة من الحجر الجيري ومنقوشة بنصوص هيروغليفية، بالإضافة إلى 16 قبرًا وخمسة توابيت خشبية محفوظة جيدًا.
في 13 أبريل 2019، اكتشفت بعثة بقيادة عضو المعهد التشيكي لعلم المصريات، محمد مجاهد، مقبرة عمرها 4000 عام بالقرب من مقبرة سقارة المصرية. وأكد علماء الاثار ان المقبرة تعود لشخص مؤثر يدعى خوي عاش في مصر خلال الاسرة الخامسة ". تبدأ مقبرة خوي المصممة على شكل حرف L بممر صغير يتجه نزولاً إلى غرفة انتظار، ومن هناك غرفة أكبر بها نقوش مرسومة تصور صاحب القبر جالسًا على طاولة قرابين، حسب ما أفاد مجاهد. حافظت بعض اللوحات على سطوعها لفترة طويلة في القبر. صُنعت المقبرة بشكل أساسي من الآجر الجيري الأبيض، وكان لها مدخل نفق نموذجي بشكل عام للأهرامات. يقول علماء الآثار إنه قد تكون هناك صلة بين خوي والفرعون لأن الضريح عثر عليه بالقرب من هرم الفرعون المصري جدكاري إيسيزي، الذي حكم خلال تلك الفترة.
اكتشف علماء الآثار 35 بقايا محنطة لمصريين في مقبرة بأسوان في أبريل 2019. أفاد عالم الآثار الإيطالي باتريسيا بياسينتيني، أستاذ علم المصريات بجامعة ميلانو، وخالد العناني وزير الآثار المصري، أن المقبرة التي عثر فيها على بقايا رجال ونساء وأطفال قدماء، تعود إلى العصر اليوناني الروماني. بين 332 ق.م و 395 م. وبينما افترضت النتائج أن الأم والطفل محفوظين بشكل جيد، فقد عانى البعض الآخر من دمار كبير. إلى جانب المومياوات، تم الكشف عن قطع أثرية بما في ذلك أقنعة جنائزية مطلية ومزهريات من البيتومين تستخدم في التحنيط والفخار والتماثيل الخشبية. بفضل الكتابة الهيروغليفية على القبر، تم اكتشاف أن القبر ينتمي إلى تاجر اسمه تجيت. 
في يوليو 2019، تم العثور على أعمدة جرانيتية قديمة ومعبد يوناني أصغر وسفن محملة بالكنوز جنبًا إلى جنب مع عملات برونزية من عهد بطليموس الثاني، فخار يعود تاريخه إلى القرنين الثالث والرابع قبل الميلاد في مدينة هيراكليون الغارقة. أجرى التحقيقات غواصون مصريون وأوروبيون بقيادة عالم الآثار تحت الماء فرانك جوديو. كما اكتشفوا أنقاض المعبد الرئيسي بالمدينة قبالة الساحل الشمالي لمصر. 
في سبتمبر 2019، أعلن علماء الآثار عن اكتشاف معبد عمره 2200 عام يعتقد أنه ينتمي إلى بطليموس الرابع فيلسوف المملكة البطلمية في قرية كوم شكاو التابعة لبلدة تاما. وكشف الباحثون أيضًا عن جدران من الحجر الجيري منحوتة بنقوش لإله النيل حابي، ونقوش بها أجزاء من النص تحمل اسم بطليموس الرابع. 
في أكتوبر 2019، كشف علماء الآثار المصريون برئاسة زاهي حواس عن «منطقة صناعية» قديمة تستخدم لتصنيع المشغولات الزخرفية والأثاث والفخار للمقابر الملكية في وادي القردة بالأقصر. احتوى الموقع على فرن كبير لإشعال السيراميك و 30 ورشة عمل. بحسب زاهي حواس، كان لكل ورشة هدف مختلف - بعضها يستخدم في صناعة الفخار، والبعض الآخر يستخدم في صناعة المشغولات الذهبية والبعض الآخر لا يزال يستخدم في صنع الأثاث. على عمق 75 مترا تحت الوادي، تم اكتشاف العديد من الأشياء التي يعتقد أنها تزين توابيت ملكية خشبية، مثل الخرز المرصع، والخواتم الفضية والرقائق الذهبية. صورت بعض المصنوعات اليدوية أجنحة الإله حورس.
في أكتوبر 2019، اكتشفت البعثة الأثرية المصرية ثلاثين تابوتًا خشبيًا محفوظًا جيدًا (عمرها 3000 عام) أمام معبد حتشبسوت الجنائزي في مقبرة العساسيف. احتوت التوابيت على مومياوات لثلاثة وعشرين رجلاً وخمس إناث بالغين وطفلين يعتقد أنهم من الطبقة الوسطى. وبحسب حواس، فقد تم تزيين المومياوات بنقوش وتصاميم مختلطة، بما في ذلك مشاهد لآلهة مصرية، وهيروغليفية، وكتاب الموتى، وهي سلسلة من التعاويذ التي أتاحت للروح الإبحار في الحياة الآخرة. وكان على بعض التوابيت أسماء الموتى.   
وفقًا لوزارة الآثار المصرية، في فبراير 2020، اكتشف علماء الآثار المصريون 83 مقبرة يعود تاريخها إلى 4000 قبل الميلاد المعروفة باسم فترة نقادة 3. كما تم الكشف عن أواني فخارية صغيرة مختلفة بأشكال مختلفة وبعض أصداف البحر وأدوات المكياج وأواني تحديد العيون والمجوهرات في الدفن. 
في مايو 2020، كشفت البعثة الأثرية المصرية الإسبانية بقيادة إستر بونس النقاب عن مقبرة فريدة تعود إلى الأسرة السادسة والعشرين (ما يسمى عصر الصاوي) في موقع أوكسيرينخوس القديم. عثر علماء الآثار على شواهد القبور والعملات البرونزية والصلبان الصغيرة والأختام الطينية داخل ثمانية مقابر من العصر الروماني ذات أسقف مقببة وغير مميزة. 
في 3 أكتوبر 2020، أعلن وزير السياحة والآثار خالد العناني، عن اكتشاف ما لا يقل عن 59 تابوتًا مختومًا مع مومياوات يزيد عمرها عن 2600 عام في سقارة. وكشف الاثريون أيضا عن 20 تمثالا لبتاح سوكر وتمثال منحوت طوله 35 سنتيمترا من البرونز للاله نفرتيم.
في 19 أكتوبر 2020، أعلنت وزارة السياحة والآثار عن اكتشاف أكثر من 2500 عام من التوابيت الملونة والمختومة في سقارة. اكتشف الفريق الأثري تماثيل خشبية ومذهبة وأكثر من 80 تابوتا.
في نوفمبر 2020، اكتشف علماء الآثار أكثر من 100 تابوت خشبي مطلي بدقة و 40 تمثالًا جنائزيًا. يعود تاريخ هذه التوابيت الخشبية المختومة، وبعضها يحتوي على مومياوات، إلى 2500 عام. ومن بين القطع الأثرية الأخرى التي تم اكتشافها أقنعة الجنازة والجرار والتمائم الكانوبية. وبحسب خالد العناني، وزير السياحة والآثار، تعود هذه القطع إلى عهد الأسرة البطلمية. تم فتح أحد النعوش وفُحصت مومياء بالأشعة السينية، لتثبت على الأرجح أنها كانت لرجل في سن الأربعين تقريبًا.  
في يناير 2021، أعلنت وزارة السياحة والآثار عن اكتشاف أكثر من 50 تابوتًا خشبيًا في 52 عمودًا للدفن تعود إلى عصر الدولة الحديثة و 13 تابوتًا. بردية طويلة تحتوي على نصوص من كتاب الموتى. كما عثر علماء الآثار بقيادة زاهي حواس على المعبد الجنائزي لنيرت ومستودعات مصنوعة من الطوب في سقارة.
في يناير 2021، أعلن باحثون مصريون دومينيكان بقيادة كاثلين مارتينيز عن اكتشاف مقابر قديمة عمرها 2000 عام بألسنة ذهبية تعود إلى الفترتين اليونانية والرومانية في تابوزيريس ماجنا. كما اكتشف الفريق تمائم من أوراق الذهب على شكل ألسنة وضعت للتحدث مع الإله أوزوريس في الآخرة. تم تصوير المومياوات بأشكال مختلفة: إحداهن كانت ترتدي تاجًا مزينًا بالقرون، وثعبان الكوبرا على الجبهة. أما الثانية فكانت مزينة بالذهب تمثل القلادة العريضة.   
في فبراير 2021، أعلن علماء الآثار من وزارة السياحة والآثار المصرية عن اكتشاف معبد من العصر البطلمي وحصن روماني وكنيسة قبطية قديمة ونقشًا مكتوبًا بالخط الهيراطي في موقع أثري يسمى قلعة شيحة في أسوان. ووفقًا لمصطفى وزيري، فإن المعبد المنهار مزين بنقوش سعف النخيل ولوح غير مكتمل من الحجر الرملي يصف إمبراطورًا رومانيًا. وبحسب الباحث عبد البديع، فإن الكنيسة التي يبلغ عرضها حوالي 2.1 متر تحتوي على فرن كان يستخدم لخبز الفخار، وأربع غرف، وقاعة طويلة، وسلالم، وبلاط حجري. 
أعلن علماء الآثار المصريون، في أبريل 2021، عن اكتشاف 110 مقبرة في موقع كوم الخلجان الأثري بمحافظة الدقهلية. 68 مقبرة بيضاوية الشكل تعود إلى فترة ما قبل الأسرات و 37 مقبرة مستطيلة الشكل تعود إلى الفترة الانتقالية الثانية. يعود الباقي منهم إلى فترة نقادة 3. كما احتوت المقابر على بقايا بالغين وطفل (مدفون في جرة)، ومجموعة أفران، ومواقد، وبقايا أساسات من الطوب اللبن، ومعدات جنائزية، وأواني أسطوانية على شكل كمثرى، ووعاء بتصميم هندسي.  
في عام 2021، أعلن علماء الآثار اكتشاف أدوات طقسية تستخدم في الشعائر الدينية في الموقع الأثري لتل الفارعة بمحافظة كفر الشيخ. وشملت البقايا عموداً من الحجر الجيري يصور الآلهة حتحور، وبعض المباخر عليها رأس الإله حورس. وقال الدكتور حسام غانم: «كما اكتشفت البعثة مبنى ضخمًا من الحجر الجيري المصقول من الداخل، يمثل بئرًا للمياه المقدسة المستخدمة في الطقوس اليومية». 

## وزارة الاثار (مصر)
صدر مرسوم من محافظ مصر، محمد علي باشا، في 15 أغسطس 1835، بحظر تصدير جميع التحف المصرية وتجارتها إلى دولة أخرى. ساعد المرسوم في حماية الآثار والحد من تهريب القطع الأثرية المصرية القديمة.
وزارة السياحة والآثار (تسمى رسميًا «هيئة الآثار») هي منظمة حكومية مصرية تعمل على حماية تراث مصر وتاريخها القديم والحفاظ عليهما. تأسست عام 1858.
في ديسمبر 2019، تم دمجها في وزارة السياحة، مع احتفاظ خالد العناني بوظيفته.
من عام 2009 إلى عام 2014، عملت الوزارة مع معهد جيتي للحفظ على إدارة وصيانة مقبرة توت عنخ آمون. 